# James Hamilton, II marchese di Hamilton
James Hamilton, II marchese di Hamilton (1589 – Londra, 2 marzo 1625), è stato un politico e nobile scozzese.

## Biografia

### Infanzia
James era il figlio primogenito di John Hamilton, I marchese di Hamilton e di sua moglie, Margaret Lyon.

### Matrimonio

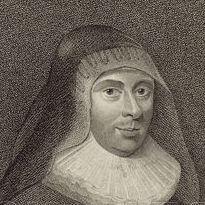
Ann Cunningham

Nel 1603, sposato Ann Cunningham, figlia di James Cunningham, VII conte di Glencairn, dalla quale ebbe cinque figli.

### Marchese di Hamilton

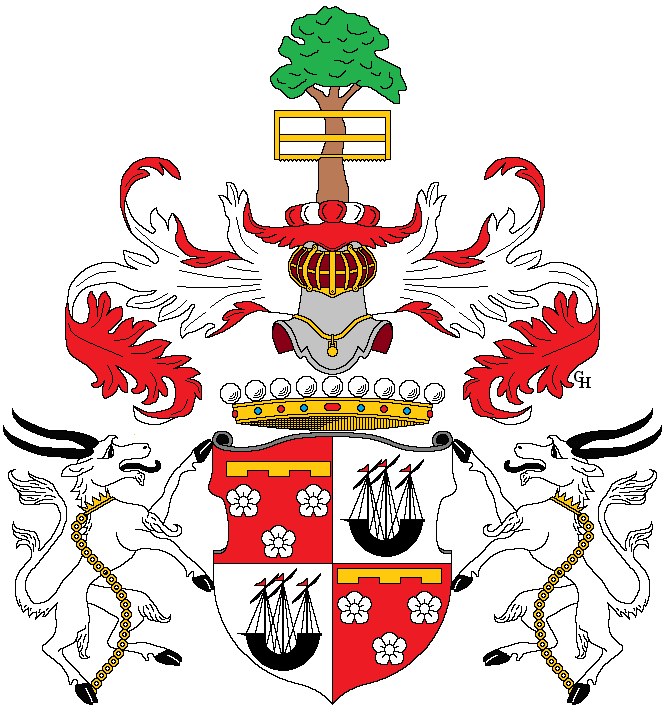
Stemma dei Marchesi di Hamilton

Ereditò i titoli ed i possedimenti di suo padre nel 1604. Nel 1608 venne creato Lord Aberbrothwick e l'anno successivo ereditò la contea di Arran da suo zio, James Hamilton, che non aveva figli e che era stato giudicato insano di mente.
Egli è stato creato conte di Cambridge e barone di Innerdale il 16 giugno 1619. Nel 1621 ha prestato servizio come Commissario e rappresentante del Re nel Parlamento di Scozia.
Si trasferì in Inghilterra a seguito di re Giacomo I d'Inghilterra, e investì nella Società Somers Isles, un ramo della società della Virginia, nell'acquisto di azioni di Lucy Harrington, contessa di Bedford.

### Morte

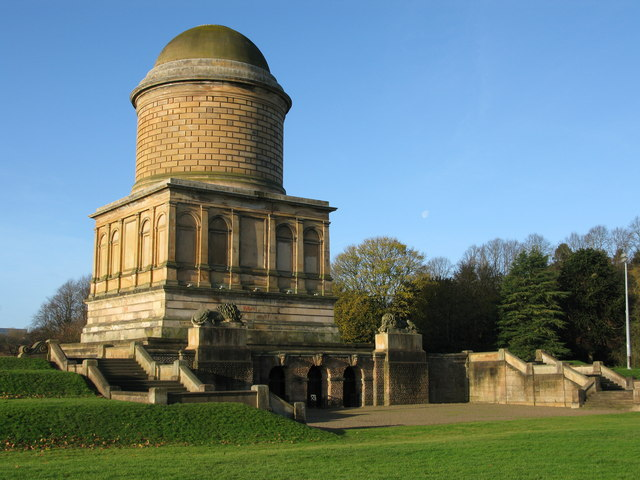
Il Mausoleo degli Hamilton nell'omonima città, ove è sepolto anche il Marchese James

Il Duca morì il 2 marzo 1625 a Whitehall, Londra, e fu sepolto nel mausoleo di famiglia a Hamilton, il 2 settembre dello stesso anno.

## Dediche

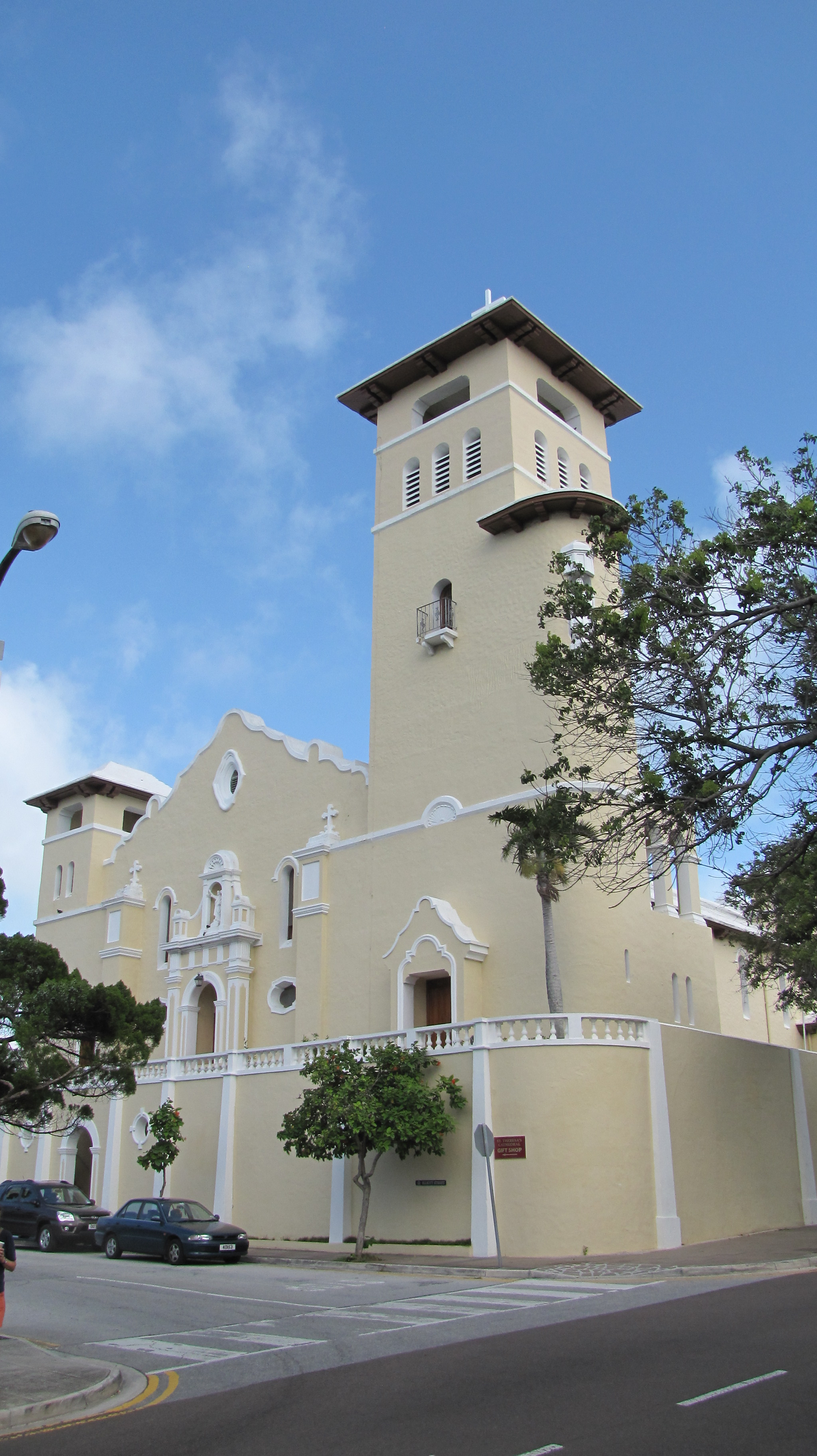
Esterno della Cattedrale di Santa Teresa nella diocesi di Hamilton a Bermuda

La parrocchia di Hamilton nelle Isole Somers (alias Bermuda) vennero chiamate in suo onore.

## Discendenza
Dal matrimonio tra James e Ann Cunningham nacquero:
- Lady Anne Hamilton (1604-1632), sposò Hugh Montgomerie, VII conte di Eglinton, ebbero una figlia;
- Lady Margaret Hamilton (1605-1625), sposò John Lindsay, XVII conte Crawford, ebbero sei figli;
- Lady Mary Hamilton (1606-1632), sposò James Douglas, II conte di Queensberry, non ebbero figli;
- James Hamilton, I duca di Hamilton (1606-1649);
- William Hamilton, II duca di Hamilton (1616-1651).

Ebbe anche una figlia illegittima, Margareth (che sposò John Hamilton, I Lord di Belhaven e Stenton ed ebbero quattro figli) da Anne Stewart, figlia di Walter Stewart, I Lord Blantyre.

## Ascendenza
|                                            |                               |                                        | Genitori                                    |  |  | Nonni |  |  | Bisnonni                            |  |  | Trisnonni                           |  |
|                                            |                               |                                        |                                             |  |  |       |  |  | 8. James Hamilton, I conte di Arran |  |  | 16. James Hamilton, I lord Hamilton |  |
|                                            |                               |                                        |                                             |  |  |       |  |  | 8. James Hamilton, I conte di Arran |  |  | 16. James Hamilton, I lord Hamilton |  |
|                                            |                               | 17. Maria di Scozia                    |                                             |  |  |       |  |  | 8. James Hamilton, I conte di Arran |  |  |                                     |  |
| 4. James Hamilton, II conte di Arran       |                               |                                        |                                             |  |  |       |  |  | 8. James Hamilton, I conte di Arran |  |  |                                     |  |
|                                            |                               | 9. Janet Bethune                       | 18. sir David Bethune                       |  |  |       |  |  |                                     |  |  |                                     |  |
|                                            |                               | 9. Janet Bethune                       | 18. sir David Bethune                       |  |  |       |  |  |                                     |  |  |                                     |  |
|                                            |                               | 9. Janet Bethune                       | 19. Janet Duddingston                       |  |  |       |  |  |                                     |  |  |                                     |  |
| 2. John Hamilton, I marchese di Hamilton   |                               | 9. Janet Bethune                       |                                             |  |  |       |  |  |                                     |  |  |                                     |  |
|                                            |                               | 10. James Douglas, III conte di Morton | 20. John Douglas, II conte di Morton        |  |  |       |  |  |                                     |  |  |                                     |  |
|                                            |                               | 10. James Douglas, III conte di Morton | 20. John Douglas, II conte di Morton        |  |  |       |  |  |                                     |  |  |                                     |  |
|                                            |                               | 10. James Douglas, III conte di Morton | 21. Janet Crichton                          |  |  |       |  |  |                                     |  |  |                                     |  |
| 5. lady Margaret Douglas                   |                               | 10. James Douglas, III conte di Morton |                                             |  |  |       |  |  |                                     |  |  |                                     |  |
|                                            |                               | 11. Catherine Stewart                  | 22. Giacomo IV, re di Scozia                |  |  |       |  |  |                                     |  |  |                                     |  |
|                                            |                               | 11. Catherine Stewart                  | 22. Giacomo IV, re di Scozia                |  |  |       |  |  |                                     |  |  |                                     |  |
|                                            |                               | 11. Catherine Stewart                  | 23. Marion Boyd                             |  |  |       |  |  |                                     |  |  |                                     |  |
| 1. James Hamilton, II marchese di Hamilton |                               | 11. Catherine Stewart                  |                                             |  |  |       |  |  |                                     |  |  |                                     |  |
|                                            | 12. John Lyon, VI lord Glamis | 24. John Lyon, IV lord Glamis          |                                             |  |  |       |  |  |                                     |  |  |                                     |  |
|                                            | 12. John Lyon, VI lord Glamis | 24. John Lyon, IV lord Glamis          |                                             |  |  |       |  |  |                                     |  |  |                                     |  |
|                                            | 12. John Lyon, VI lord Glamis | 25. Elizabeth Gray                     |                                             |  |  |       |  |  |                                     |  |  |                                     |  |
| 6. John Lyon, VII lord Glamis              | 12. John Lyon, VI lord Glamis |                                        |                                             |  |  |       |  |  |                                     |  |  |                                     |  |
|                                            |                               | 13. Janet Douglas                      | 26. lord George Douglas                     |  |  |       |  |  |                                     |  |  |                                     |  |
|                                            |                               | 13. Janet Douglas                      | 26. lord George Douglas                     |  |  |       |  |  |                                     |  |  |                                     |  |
|                                            |                               | 13. Janet Douglas                      | 27. Elizabeth Drummond                      |  |  |       |  |  |                                     |  |  |                                     |  |
| 3. Margaret Lyon                           |                               | 13. Janet Douglas                      |                                             |  |  |       |  |  |                                     |  |  |                                     |  |
|                                            |                               | 14. lord Robert Keith                  | 28. William Keith, II conte maresciallo     |  |  |       |  |  |                                     |  |  |                                     |  |
|                                            |                               | 14. lord Robert Keith                  | 28. William Keith, II conte maresciallo     |  |  |       |  |  |                                     |  |  |                                     |  |
|                                            |                               | 14. lord Robert Keith                  | 29. lady Elizabeth Gordon                   |  |  |       |  |  |                                     |  |  |                                     |  |
| 7. Janet Keith                             |                               | 14. lord Robert Keith                  |                                             |  |  |       |  |  |                                     |  |  |                                     |  |
|                                            |                               | 15. lady Elizabeth Douglas             | 30. John Douglas, II conte di Morton (= 20) |  |  |       |  |  |                                     |  |  |                                     |  |
|                                            |                               | 15. lady Elizabeth Douglas             | 30. John Douglas, II conte di Morton (= 20) |  |  |       |  |  |                                     |  |  |                                     |  |
|                                            |                               | 15. lady Elizabeth Douglas             | 31. Janet Crichton (= 21)                   |  |  |       |  |  |                                     |  |  |                                     |  |
|                                            |                               | 15. lady Elizabeth Douglas             |                                             |  |  |       |  |  |                                     |  |  |                                     |  |